# Cristèle Alves Meira

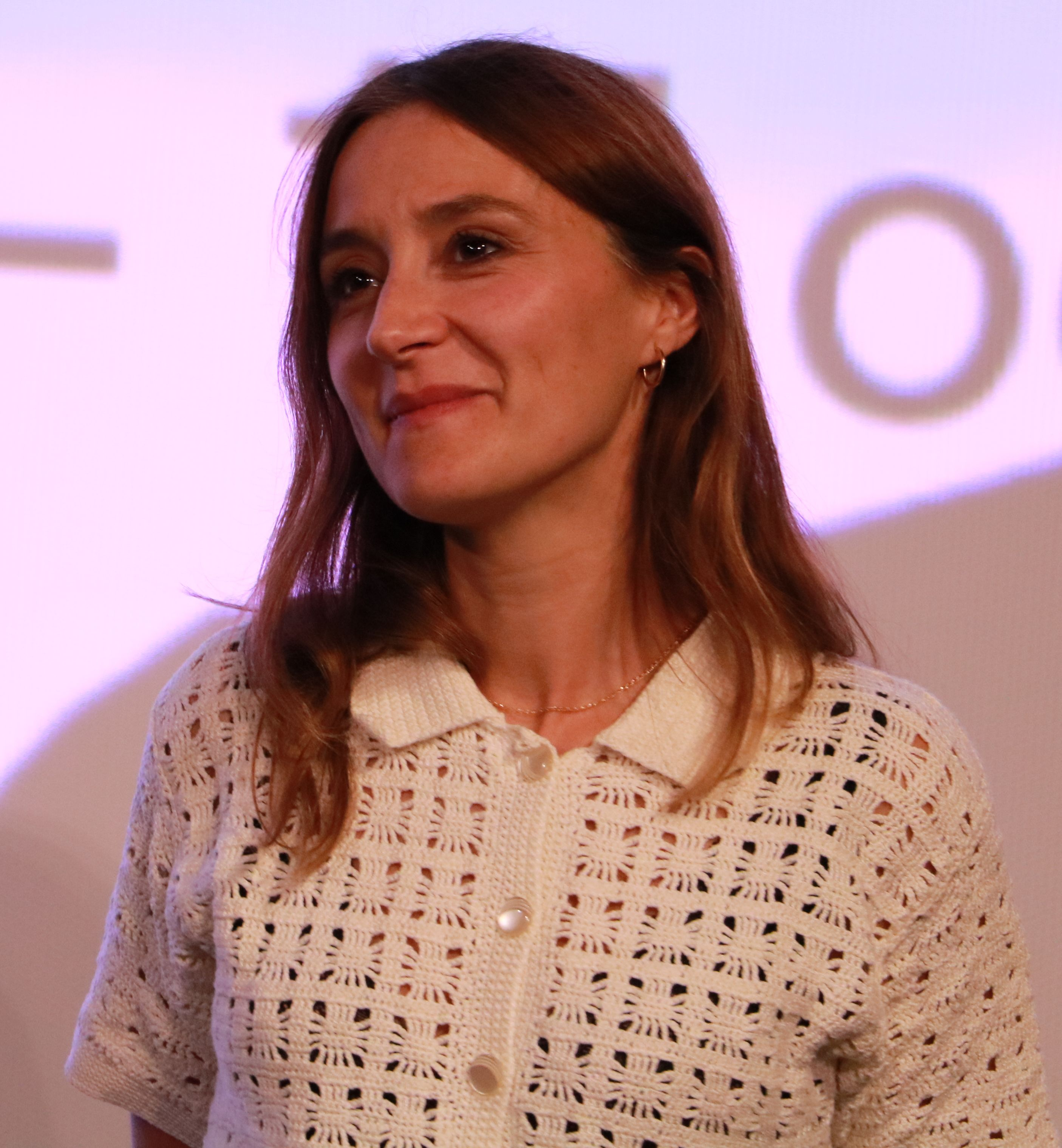
Cristèle Alves Meira (2022 in Bordeaux)

Cristèle Alves Meira (* 18. Februar 1983 in Montreuil) ist eine französisch-portugiesische Filmregisseurin, Theaterregisseurin und Drehbuchautorin.

## Leben
Cristèle Alves Meira wurde in der französischen Stadt Montreuil im Großraum Paris als Tochter portugiesischer Einwanderer aus dem nordportugiesischen Dorf Junqueira geboren.
Nach einer Schauspiel- und Theaterausbildung (Abschluss 2005) wandte sie sich der Theaterregie zu. Sie inszenierte am Théâtre de l'Athénée-Louis Jouvet Stücke wie Genets Les nègres (2006) oder Suzan-Lori Parks Venus (2010, mit Xavier Legrand). Seit 2008 gab sie daneben Bühnen-Workshops für französische Schüler und Studenten.
2010 drehte sie ihren ersten Film, Som & Morabeza. Der 52-minütige Dokumentarfilm beschäftigte sich mit der Rolle der Musik für die Auswanderer aus den portugiesischsprachigen Ländern mit Afrikas. 2013 folgte mit Born in Luanda ihr nächster Dokumentarfilm, diesmal mit Fokus auf die soziale Situation angolanischer Jugendlicher.
Für ihren ersten Spielfilm, den in Portugal gedrehten Kurzfilm Sol Branco (2015), gewann sie einen ersten Preis der französischen Filmförderanstalt CNC. Auch ihren nächsten Kurzfilm, Campo de Víboras (2016), stellte sie in Portugal her, mit der renommierten Schauspielerin Ana Padrão in der Hauptrolle. Der Kurzfilm lief auf einigen Filmfestivals und war für verschiedene Preise nominiert, in Frankreich u. a. beim Filmfestival von Cannes 2016 und dem Internationalen Kurzfilmfestival von Bordeaux (Fifib), und in Portugal u. a. für die Prémios Sophia und die CinEuphoria Awards (beide 2017). In Portugal gewann sie mit dem Film auch einige Filmpreise, darunter beim Caminhos do Cinema Português und beim IndieLisboa, beide 2016.
Auch für ihren folgenden Kurzfilm, den von der portugiesischen Midas Filmes produzierten Spielfilm Invisível Herói (2019) über einen blinden Portugiesen, der im heißen Lissabonner Sommer seinen verschwundenen kapverdischen Freund sucht, erhielt sie eine Reihe Auszeichnungen, darunter beim isländischen Reykjavik International Film Festival (2019), dem österreichisch-ungarischen Blue Danube Film Festival (2020), dem Kurzfilmfestival von Leiden in den Niederlanden (2020), und bei den portugiesischen CinEuphoria Awards (2021). Der Film war zudem für den Preis als bester Kurzfilm beim Europäischen Filmpreis 2020 nominiert.
2022 erschien ihr erster abendfüllender Spielfilm Alma Viva (portugiesisch für: „Lebendige Seele“) über ein kleines Mädchen, das mit ihren Eltern in ihr Heimatdorf in die portugiesische Provinz zum alljährlichen Sommerurlaub zurückkehrt, als ihre Großmutter stirbt und nun beerdigt werden soll, das Mädchen jedoch noch mit dem Geist der Großmutter beschäftigt ist. Der Film lief auf einer Vielzahl internationaler Filmfestivals und war bei einigen auch nominiert, darunter in Cannes 2022, beim Festival International du Film von Marrakesch (Marokko), der Mostra Internacional de Cinema de São Paulo (Brasilien), und der Semana Internacional de Cine de Valladolid (Spanien), wo er auch ausgezeichnet wurde. Der Film wurde danach als portugiesischer Oscar-Kandidat für den besten fremdsprachigen Film zur Oscarverleihung 2023 ausgewählt.
Noch im gleichen Jahr feierte bereits ihr nächster Film in Frankreich Premiere, der Kurzfilm Tchau Tchau. Hier ist es die 8-jährige Lua, die wegen der COVID-19-Pandemie nicht zur Beerdigung ihrer Großmutter nach Brasilien kann. Die Idee kam der Regisseurin während des Lockdowns, als sie in ihrem Familienkreis mit diesem Problem zwischen Menschen in Portugal und Frankreich konfrontiert wurde.

## Filmografie
- 2010: Som & Morabeza (Dokumentarfilm), Regie und Drehbuch
- 2013: Born in Luanda (Dokumentarfilm), Regie und Drehbuch
- 2015: Sol Branco (Kurzfilm), Regie und Drehbuch
- 2016: Campo de Víboras (Kurzfilm), Regie und Drehbuch
- 2019: Invisível Herói (Kurzfilm), Regie und Drehbuch
- 2022: Alma Viva, Regie und Drehbuch
- 2022: Tchau Tchau (Kurzfilm), Regie und Drehbuch